# Kärntner Fußballverband
Der Kärntner Fußballverband (KFV) wurde 1921 gegründet und ist die Dachorganisation aller Fußballvereine in Kärnten und Osttirol. Der Verband ist ordentliches Mitglied des Österreichischen Fußball-Bundes (ÖFB) und hat seine Satzungen dem ÖFB unterstellt. Der Sitz des Kärntner Fußballverband ist in Klagenfurt.

## Geschichte
Am 2. Juli 1911 kam es in Graz zur Gründungsversammlung des Deutsch-Alpenländischen Fußballverbandes im Hotel „Goldene Birne“, dem heutigen Parkhotel. Durch die Abspaltung im Jahr 1919 und der anschließenden Neugründung der Verbände von Oberösterreich (1919), Salzburg (1921), Tirol (1919) und Vorarlberg (1920) in den nächsten Jahren wurde im Oktober 1919 der Deutsch-Alpenländische Fußballverband in Fußballverband für Steiermark und Kärnten umbenannt, da nur mehr diese beiden Bundesländer verblieben waren. Am 20. März 1920 wurde diese Namensänderung dann beschlossen und der Wirkungsbereich dem Namen entsprechend eingeengt. Der ÖFV hatte dieser Änderung zugestimmt. In der Folge zerfiel der Deutsch-Alpenländische Fußballverband, nach dem Austritt der Kärntner Klubs – als Begründung wurden unter anderem die schlechten Bahnverbindungen angegeben – blieben nur noch steirische Mannschaften über, so dass im Mai 1921 die Umbenennung in den Steirischen Fußballverband erfolgte. Die Kärntner Klubs gründeten den Kärntner Fußballverband. Als offizielles Datum wird der 12. November 1920 angeführt, jedoch werden auch die Daten 2. Januar 1921 (an diesem Tag wurde mit Ing. Rudolf Höllerl der erste Präsident gewählt, nachdem sich die Versammlung vorher nicht auf eine Person hatte einigen können) und in mehreren Büchern der 4. Mai 1921 genannt.

## Organisation

### Präsidium
Das Präsidium setzt sich aus dem Präsidenten des Kärntner Fußballverband, den drei Vizepräsidenten, dem Finanzreferenten, dem Schriftführer, dem Klassenreferent, dem Geschäftsführer und dem Sportkoordinator zusammen. Die Aufgaben des Präsidiums sind unter anderem die Führung der Geschäfte und die Erledigung der laufenden Angelegenheiten.

#### Präsident
Der Präsident vertritt den Kärntner Fußballverband nach außen. Er beruft die Sitzungen und Versammlungen ein, führt dabei jeweils den Vorsitz und vollzieht die Beschlüsse der Sitzungen und Versammlungen. Die Vertretung des Präsidenten übernimmt einer der drei Vizepräsidenten, die abwechselnd turnusweise als geschäftsführender Vizepräsident amtieren.
Präsidenten des Kärntner Fußball-Verbandes in der Zwischenkriegszeit waren:
- 1920 bis 1923: Rudolf Höllerl
- 1924 bis 1926: Franz Lehrmann
- 1927 bis 1928: Rudolf Höllerl
- 1929 bis 1934: Gustav Bauer
- 1935 bis 1938: Paul Jobst

Präsidenten des Kärntner Fußball-Verbandes nach dem Zweiten Weltkrieg:
- 7. November 1945 bis 26. Februar 1961: Paul Jobst
- 26. Februar 1961 bis 23. Mai 1964: Stadtrat Anton Mayerhofer
- 23. Mai 1964 bis 24. März 2000: Herbert Raggautz
- 24. März 2000 bis 4. Oktober 2008: Thomas Partl[5]
- 4. Oktober 2008 bis 11. März 2016: KR Werner Lippitz[6]
- 11. März 2016 bis 9. Juli 2023: Klaus Mitterdorfer[7]
- seit 9. Juli 2023: Martin Mutz[8]

#### Vorstand
Der Vorstand des Kärntner Fußballverband setzt sich zusammen wie folgt:
- dem Präsidenten,
- den drei Vizepräsidenten,
- dem Schriftführer,
- den Obmännern der Klassen und deren Stellvertretern,
- den Vorsitzenden der Ausschüsse,
- dem Obmann des Schiedsrichterausschusses und
- den vom Vorstand kooptierten Mitgliedern.

Die Aufgaben des Vorstandes sind unter anderem die Genehmigung des jährlichen Haushaltsvoranschlages und des jährlichen Rechnungsabschlusses, Vorbereitung der Hauptversammlung, sowie Einberufung der ordentlichen und außerordentlichen Hauptversammlung oder Entscheidungen über Proteste gegen Entscheidungen des Präsidiums.

### Ausschüsse und Referate
Folgende Ausschüsse und Referate sind im Kärntner Fußballverband vertreten:
- Ethikbeirat
- Referat für Finanzen
- Frauen- und Mädchenreferat
- Futsal- und Hallenreferat
- Kontroll- und Meldeausschuss
- Paritätische Kommission der Regionalliga Mitte
- Protestsenat
- Referat für Kampfmannschaften
- Referat für Nachwuchsfußball
- Schlichtungsstelle
- Service-, Integrations- und Zukunfsreferat
- Stadion und Sicherheit
- Strafausschuss
- Trainer- und Kursreferat
- Wirtschaftsbeirat

Klassenausschüsse
- Bundesliga
- Regionalliga
- Kärntner Liga
- Unterliga
- 1. Klasse
- 2. Klasse

### Geschäftsstelle
Die Geschäftsstelle wird von Geschäftsführer Richard Watzke geleitet.

### Schiedsrichter
Das Schiedsrichterwesen des Kärntner Fußballverband untergliedert folgende Bereiche:
- Schiedsrichterausschuss
- Disziplinarreferent; Administration
- Beobachtungsreferent
- Regelreferent
- Talentekaderleiter
- Besetzungsreferent
- Finanzreferent, Nachwuchsreferent

### Rechnungsprüfer
Den zwei Rechnungsprüfern obliegen die Kontrolle der Finanzgebarung des Kärntner Fußballverband und seiner Unterausschüsse und die Überprüfung des Jahresabschlusses (Einnahmen- und Ausgabenrechnung samt Vermögensübersicht).

## Fußballbewerbe

### Meisterschaft für Kampfmannschaft (Herren)
Der Kärntner Fußballverband führt Meisterschaften in vier Leistungsstufen durch. In der Saison 2022/23 sind dies:
| Leistungsstufe | Leistungsstufe | Liga           | Teams     |
| Österreich     | Kärnten        | Liga           | Teams     |
| -------------- | -------------- | -------------- | --------- |
| 4.             | 1.             | Kärntner Liga  | 17 Teams  |
| 5.             | 2.             | Unterliga Ost  | 15 Teams  |
| 5.             | 2.             | Unterliga West | 16 Teams  |
| 6.             | 3.             | 1. Klasse A    | 14 Teams  |
| 6.             | 3.             | 1. Klasse B    | 14 Teams  |
| 6.             | 3.             | 1. Klasse C    | 15 Teams  |
| 6.             | 3.             | 1. Klasse D    | 15 Teams  |
| 7.             | 4.             | 2. Klasse A    | 14 Teams  |
| 7.             | 4.             | 2. Klasse B    | 13 Teams  |
| 7.             | 4.             | 2. Klasse C    | 13 Teams  |
| 7.             | 4.             | 2. Klasse D    | 13 Teams  |
|                |                | Gesamt         | 159 Teams |

### Meisterschaft für Reservemannschaften (Herren)
| Leistungsstufe | Leistungsstufe | Liga                  | Teams    |
| Österreich     | Kärnten        | Liga                  | Teams    |
| -------------- | -------------- | --------------------- | -------- |
| 5              | 2              | Reserve Unterliga Ost | 9 Teams  |
| 6              | 3              | Reserve 1. Klasse A   | 12 Teams |
| 6              | 3              | Reserve 1. Klasse B   | 12 Teams |
| 6              | 3              | Reserve 1. Klasse C   | 11 Teams |
| 6              | 3              | Reserve 1. Klasse D   | 10 Teams |
| 7              | 4              | Reserve 2. Klasse C   | 10 Teams |
|                |                | Gesamt                | 64 Teams |

### Meisterschaft für Kampfmannschaft (Frauen)
Der Kärntner Fußballverband führt Meisterschaften der Kärntner Frauenliga mit elf Mannschaften durch.

### Meisterschaft im Nachwuchsbereich
Im Nachwuchsbereich gibt es Meisterschaften für U7- bis U18-Mannschaften.

### Kärntner Cup
Der Kärntner Fußballverband richtet auch einen Cupbewerb aus. Die beiden Finalisten erhalten einen Fix-Startplatz in der 1. Hauptrunde des ÖFB-Cups. Der KFV-Cup wurde schon 1922 das erste Mal durchgeführt.

### Kärntner Frauen Cup
Seit 2015/16 spielen die Frauen unter dem Kärntner Fußballverband einen Pokalbewerb unter dem Namen KFV-Frauen-Cup aus. Der Gewinner des Pokalbewerbes bekommt einen Fix-Startplax in der 1. Hauptrunde des ÖFB Ladies Cup.

## Teams in den Ligen
In der Saison 2022/23 spielen folgende Teams in österreichischen Ligen
Herren
- Bundesliga
  - Wolfsberger AC
  - SK Austria Klagenfurt
- 2. Liga
  - kein Team in der 2. Liga
- Regionalliga Mitte
  - SAK Klagenfurt
  - SK Treibach
  - Wolfsberger AC II

Frauen
- ÖFB Frauen-Bundesliga
  - kein Verein in der ÖFB Frauen-Bundesliga
- 2. Liga
  - Carinthians Spittal/Drau